# جورج روبرت ووترهاوس
جورج روبرت ووترهاوس (بالإنجليزية: George Robert Waterhouse)‏ عالم إنجليزي اختص في دراسة التاريخ الطبيعي وعلم الحيوان. كان حارسا وفي وقت لاحق عمل قيما في جمعية علم الحيوان في لندن.

## اقرأ كذلك
- ديكر أوغلبي
- تشارلز واترتون